# Грузинская мафия
Грузинская мафия (груз. ქართული მაფია, картули мапиа) — конгломерат организованных преступных группировок, действующих в Грузии и на территории некоторых, граничащих с нею, государств.

## Историко-социальный фон

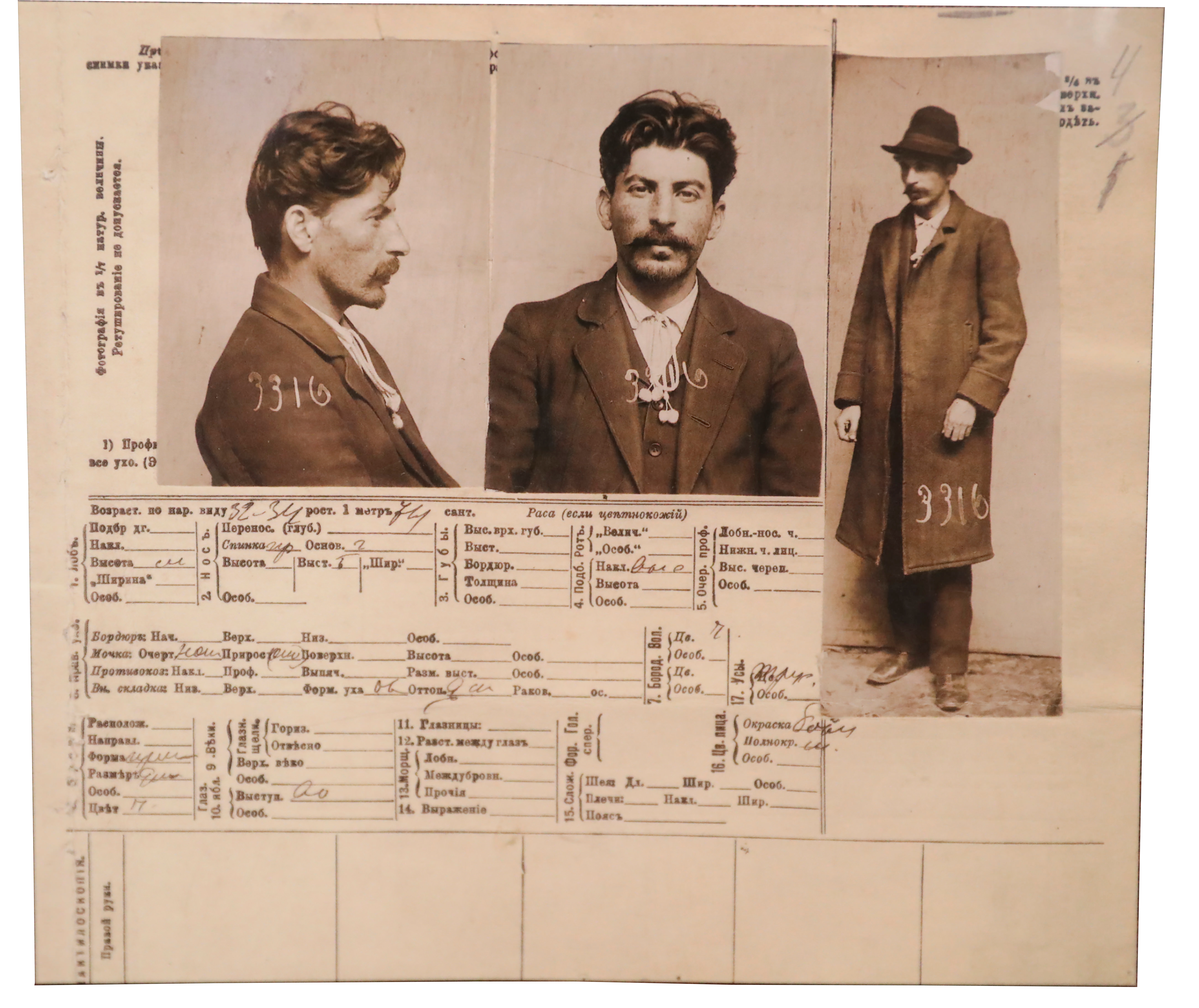
Фотография Сталина из архивов царской охранки (примерно 1911 год)

Грузия является небольшим закавказским государством с населением около четырёх миллионов человек, из которых две трети являются грузинами, а национальные меньшинства в основном представлены русскими, армянами и азербайджанцами. Географическое положение страны обусловлено стратегически выгодным перекрёстком важных коммуникаций из Европы в Азию.
По утверждению зарубежных исследователей, грузинские криминальные традиции сформировались задолго до Октябрьской революции. Именно благодаря сотрудничеству с грузинской преступностью молодой и энергичный Иосиф Сталин так успешно занимался ограблениями банков, вымогательством денег и экспроприацией собственности у зажиточных граждан. Помимо наживы, революционно-уголовная среда в Грузии способствовала запугиванию конкурентов и проведению громких террористических актов. Рудименты этой системы можно усмотреть и столетие спустя, поскольку они пропитывают страну до сих пор.
Октябрьская революция трансформировала грузинский преступный мир в не меньшей степени, чем она изменила и другие части общества. Восхождение Сталина к власти сопровождалось и соответствующим продвижением наверх представителей грузинского общества. Благодаря этому степень представленности грузин в советской иерархии власти была непропорционально велика. Что интересно, аналогичный процесс наблюдался и в советском уголовном подполье, где до трети стратегически важных позиций захватили выходцы из Грузии, в то время как доля грузинского этноса во всеобщем населении СССР не превышала 2 %.
Эта тенденция часто привлекала внимание международных учёных. Они нередко указывали, что в советские времена Грузинская ССР имела очень высокий уровень жизни благодаря своей развитой теневой экономике, а грузинские «воры в законе» владели ключевыми позициями в преступных сообществах всего Советского Союза. Выходцы из Грузии занимались подпольным производством и неучтённой торговлей по всей территории СССР, нередко выкачивая значительные ресурсы из легальной экономики. Грузинские фермеры зарабатывали на поставках дефицитных фруктов в крупные советские города большие деньги, а их доходы могли в десятки раз превышать заработок среднего советского рабочего. Клановая система преступного мира советской Грузии сформировалась в 1970-е годы как объединение профессиональных уголовников, цеховиков и коррумпированных чиновников. В те времена, когда вся страна ютилась в скромных малогабаритных квартирах, грузинские должностные лица позволяли себе строительство огромных апартаментов для личного пользования. Считается, что такой образ жизни связан с врождённой культурой игнорирования всяческих правил, которая не так-то просто подаётся искоренению. Как результат, в 1980-х союзному правительству пришлось признать существование в стране организованной преступности, которая обслуживала запросы правящей элиты в обмен на её покровительство.
Получение суверенитета в Грузии часто рассматривается как отход страны от советских методов экономического и политического администрирования, однако такой взгляд не отражает реальной действительности. Глубокого реформирования законодательства как в Грузии, так и в других постсоветских странах в те времена ещё не было проведено и не было даже намерений модернизировать правовую систему.
На заре независимости по стране прокатилось несколько локальных войн и военных конфликтов, ход которых во многом зависел и от того, чью сторону в них принимали хорошо организованные грузинские преступные группировки После этих событий в ряде стратегически важных районов махровым цветом расцвели доселе невиданные для местных жителей явления, такие как, например торговля людьми, оружием и наркотиками. Уровень жизни в стране просел гораздо сильнее, чем в других республиках СНГ, система государственного управления практически перестала функционировать, а многие сектора экономики (особенно — энергетический) стремительно криминализовались. Неожиданно выяснилось, что коррупция и организованная преступность представляют угрозу для страны не менее, чем чеченские террористы, вольготно себя чувствующие в Панкисском ущелье.

## Грузинская организованная преступность
После получения страной независимости грузинская организованная преступность оказалась под сильным влиянием традиционной криминальной элиты, так называемых «воров в законе». Это сильно отличало уголовный мир Грузии от аналогичных сообществ некоторых других республик бывшего СССР, например, Украины или Киргизии, где значительную силу быстро набрали группировки бывших спортсменов. С другой стороны, в отличие от российских преступных формирований грузинские криминальные сообщества проявляли приверженность скорее кланово-семейственным, чем преступным приоритетам. Аналогичные тенденции можно усмотреть в зарождении и образе существования сицилийской мафии, члены которой проявляли верность скорее семье, чем государству.
Интересы грузинских «воров в законе» охватывали все способы получения прибыли от ресторанного бизнеса до сферы общественного транспорта. Способы контроля над ними варьировались в зависимости от конкретных обстоятельств, начиная с прямого владения и заканчивая предоставлением протекции (крыша). К 1995 году образ профессионального преступника набрал в Грузии чрезвычайную популярность, например, в это время в Грузии по данным социологических опросов до четверти грузинских школьников мечтали стать «ворами в законе».
Ещё в 1970-х годах грузинская преступность обустроила для себя опорные базы за рубежом и с открытием советских границ она немедленно трансформировалась в глобальную преступную сеть. Выходу грузинской мафии на международную арену также способствовала эмиграция десятков тысяч грузинских евреев в Израиль. Этот процесс начал стремительно расширяться в связи со вспыхнувшими на территории страны межэтническими конфликтами. Несмотря на свою рассеянность по миру, грузинские преступные элементы всегда поддерживали тесные контакты со своей страной, а их «коллеги» на родине активно проникали в правительственные структуры, парламент и органы охраны правопорядка.
Особую значимость приобрела грузинская банковая система. Для простых жителей Грузии она не имела большого значения, так как не менее 70 % грузинской экономики находилось в тени. Однако появление огромного количества банковских структур стало откликом на высокий спрос на услуги по отмыванию денег. В этих целях грузинскими банками пользовались клиенты со всей территории бывшего СССР.
На заре независимости большим влиянием в грузинском криминале обладала организация местных националистов «Мхедриони», которая была связана со структурами бывшей коммунистической партии через Гурама Мгеладзе. Со временем эта группировка приобрела мрачную репутацию прекрасно вооружённых головорезов, которые терроризировали местное население, промышляли грабежом, насилием, перевозкой наркотиков, вымогательством и похищениями людей с целью получения выкупа. Считается, что бойцы «Мхедриони» принимали активное участие в изгнании со всех постов президента Грузии Звиада Гамсахурдиа, однако это событие также связывают с влиянием на политическую жизнь страны грузинского преступного мира, который объединил свои усилия с интеллигенцией, бывшими партийными бонзами и активистами из другими социальных слоёв.
В 1995 году лидер «Мхедриони» Джаба Иоселиани оказался за решёткой. В то время президент Эдуард Шеварднадзе делал ставку на старую партийную номенклатуру, которая позволила грузинскому преступному миру возобновить свои старые связи и часть реальной власти в Грузии перешла из рук откровенного криминала в сторону политических кругов. Государство увязло в коррупции и взяточничество начало процветать практически повсеместно. Например, известно, что министр внутренних дел Грузии Каха Таргамадзе подмял под себя все виды нелегальных доходов, которые извлекались на основе непосредственных служебных функций аппарата МВД. Именно из-за этих прибылей он вступил в жёсткий конфликт с министерством юстиции по поводу передачи в его состав из ведения МВД пенитенциарной системы Грузии, ибо контроль за тюремными учреждениями позволял не упустить связанные с ними финансовые потоки.
В конце 1990-х годов грузинская политическая элита, несмотря на свою раздробленность, начала постепенно доминировать над организованной преступностью и 2000 год ознаменовался достижением состояния сбалансированного симбиоза. Профессиональная преступность обладала значительной властью в стране, осуществляя её через вымогательство, рэкет, похищения людей и крышевание бизнеса. Сообщества воров в законе орудовали в разных сферах экономики, угрозами и насилием накладывая дань на предпринимателей, а для прикрытия многих видов противозаконной деятельности часто создавались легальные компании. Глубокие связи были установлены между официальными лицами из аппарата президента Шеварднадзе и подручными знаменитого вора в законе Тариэла Ониани, влияние которого проникло на все уровни грузинского правительства. Возможно, что в те времена он был самым могущественным в Грузии «вором в законе». Предположительно, именно он содействовал решению многих экстренных проблем, периодически возникающих перед грузинскими властями. Одной из таковых стало освобождение наблюдателей ООН, взятых в заложники в Кодорском ущелье в 2003 году. Естественно, что Т. Ониани этим занимался в обмен на уступки со стороны государства интересам преступного мира.
Начиная с 1990-х до начала 2000-х годов похищения людей оставались одним из основных видов противозаконной деятельности в Грузии. Особенно часто они имели место в неконтролируемых районах Панкисского и Кодорского ущелий, где преступные группы орудовали под прикрытием должностных лиц из Министерства внутренних дел Грузии. По информации от грузинских полицейских ни один из случаев похищений не обошёлся без уплаты выкупа и Т. Ониани был вовлечён во все крупные инциденты.
Аналогичным образом была организована схема по возвращению угнанных автомашин их владельцам за деньги. На криминальном сленге этот способ вымогательства назывался «возвратом», а полученные средства частично направлялись в воровской «общак», а частично присваивались «ворами в законе». Помимо них «возвраты» часто практиковались и группировками наркодилеров, которые, как правило, не имели отношения к «ворам в законе». Особую роль в этом сыграл бывший министр внутренних дел Каха Таргамадзе, при котором в 1995—2001 годах сговор криминала и полиции стал очевидным, а уровень преступности резко возрос. В сферу его интересов входило крышевание табачного бизнеса, нелегальная торговля топливом и рэкет. Кроме этого, под его протекцией в Панкисском ущелье бесчинствовала команда известного криминального авторитета Шоты Чичиашвили. Это преступное сообщество занималось похищениями иностранцев и местных жителей, некоторые из которых получили довольно широкую известность. Однако, после своего ареста и экстрадиции в Грузию Ш. Чичиашвили заявил, что его личность была использована грузинскими властями для сокрытия их же собственных преступлений.
Какое-то время особое беспокойство вызывала заинтересованность некоторых грузинских уголовных сообществ (например «Мхедриони») в контрабанде радиоактивных материалов (высокообогащённого урана и оружейного плутония). Нередко высказывалось мнение, что этот бизнес может открыть им дорогу к политической власти. В то же самое время отмечалось, что наиболее влиятельные в местном преступном мире группы «воров в законе» никогда явно не озвучивали таких намерений. Кроме этого считается, что рынок торговли ураном и плутонием обладает исключительной нестабильностью для постоянного заработка и связанная с этим бизнесом степень неопределённости крайне велика.

## Современное состояние
После Революции Роз и прихода к власти Михаила Саакашвили было объявлено о начале непримиримой войны с коррупцией и о предстоящем очищении общества от криминала. Тем не менее, успехи Грузии в борьбе с организованной преступностью остаются весьма ограниченными. Например, известно несколько случаев, когда грузинские криминальные боссы легко уходили от уголовного преследования, просто заплатив залог. Это поставило под сомнения заявленные цели «нулевой терпимости» к проявлениям коррупции в Грузии. Кроме этого, опыт взаимодействия испанских спецслужб с грузинскими властями при борьбе с преступной сетью Шакро Молодого заставил испанского прокурора по специальным делам Хосе Гонсалеса открыто заявить, что он чувствует себя «преданным» своими грузинскими коллегами.
Проведённая полицейская реформа в Грузии привела к значительному усилению властных и силовых структур. Доверие общества к полиции возросло, а полицейская эффективность в международных рейтингах возросла до уровня Турции. Была полностью расформирована служба Государственной автоинспекции Грузии, которая снискала для себя всенародную ненависть и репутацию рассадника мелкого взяточничества. До реформы патрульным офицерам ГАИ выплачивалась зарплата, эквивалентная примерно 50-60 долларов США в месяц и их было легко подкупить прямо средь бела дня. Новая дорожная полиция получила более высокое жалованье, в то же время обзаведясь современным оружием и новыми автомашинами. При этом только 1 600 сотрудников из 13 000 экс-гаишников перешли в ряды обновлённой патрульной службы, остальных безжалостно уволили.
Однако побочным эффектом усиления полиции стали многочисленные нарушения прав человека, грубое обращение с задержанными и чрезмерное применение полицией насилия. Результатом таких практик стали неоднократные бунты в грузинских тюрьмах и демонстрации протеста на улицах. Это стало следствием концентрации усилий администрации президента Саакашвили не на демократизации общества, а на политике государственного строительства. Большинство антикоррупционных реформ в Грузии прошли без надлежащего гражданского надзора, а предпринимаемые действия проводились без должного уважения к верховенству права. Критики Саакашвили назвали это переходом состояния страны от «демократии без демократов» к «демократам без демократии», а количество заключённых в тюрьмах при Саакашвили возросло вчетверо с 6247 в 2003 до 23 789 в 2010 году.
Как задокументировал в своей книге исследователь постсоветской преступной среды Ф. Варезе, всё это отнюдь не мешало грузинской организованной преступности продолжать аккумулировать огромные богатства и власть. Причём в 2012 году один из грузинских авторитетных «паханов» с сожалением заметил, что многие из местных уголовных боссов за всю свою «карьеру» не отбыли положенного по обычаю срока за решёткой. По его мнению, такое игнорирование вековых традиций неприемлемо и настоящий «вор в законе» обязательно должен познать тюремное одиночество, карцер, холод, голод, парашу и все остальные прелести жизни в заключении. Как считает Ф. Варезе, это сильно контрастирует с Россией Владимира Путина, где многие отпетые уголовники вдруг начали снова попадать в трудовые лагеря.
Отмечается также, что борьба Саакашвили с организованной преступностью велась с многочисленными процессуальными нарушениями, арестами без ордеров и неизбирательным применением оперативниками табельного оружия на поражение. Многие наблюдатели обращали внимание, что уголовное преследование многих бывших официальных лиц в Грузии велось под «откровенно вздорными» предлогами, а правозащитники жаловались на неограниченное применение насилия, пыток и даже внесудебных расправ. Все арестованные высокопоставленные лица оказались политическими оппонентами Саакашвили, а его коррумпированное окружение осталось у власти. В крупных масштабах шло перераспределение изъятой собственности, а для этого многих бизнесменов принуждали «добровольно» передавать своё имущество государству.

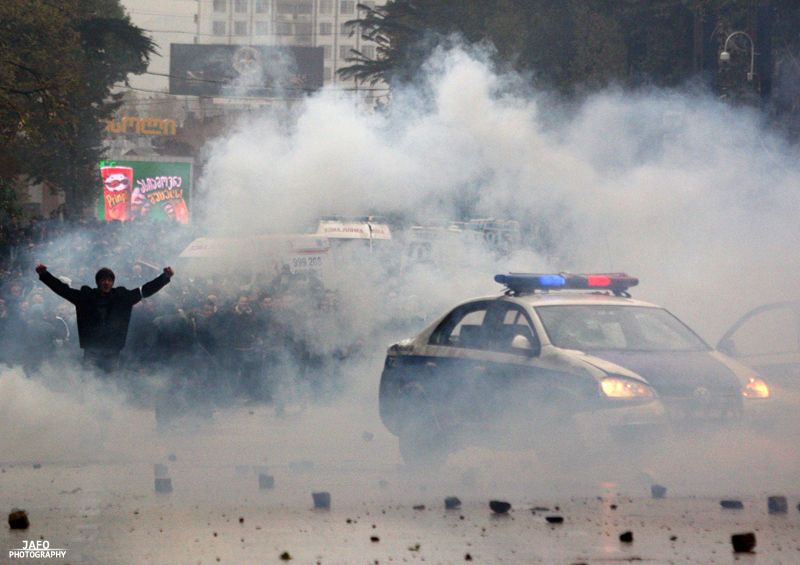
Уличные протесты в 2007 году в Тбилиси

Считается, что у Саакашвили так и не получилось создать эффективную судебную систему, а по многочисленным данным, грузинские суды стали ещё более зависимы, чем до Революции Роз. Организация Transparency International заявила в 2008 году, что много вопросов вызывает свобода судей в Грузии, хотя коррупция в системе юстиции несомненно уменьшилась. Тем не менее, судебные органы находятся под постоянным давлением властей и выносят свои решения исходя из их интересов. С 2003 года повсеместность такой практики продолжает возрастать.
Под предлогом борьбы с организованной преступностью и коррупцией грузинские власти оказывали системное давление на местную прессу и СМИ. Как следствие, отношения властей и масс-медиа у сторонних наблюдателей начало вызывать обеспокоенность. Некоторым грузинским телеканалам и газетам пришлось очень понизить накал своей критики под напором административных рычагов. Другие просто прекратили своё существование. Особенно это касалось освещения любых тем, связанных с Южной Осетией и Абхазией.
Результатом реформ Саакашвили стало установление в Грузии репрессивного государственного механизма с сильной полицейской властью, которая обладает надзаконными возможностями. Ограничения независимого функционирования судебной системы придало полицейским структурам де факто неограниченную власть. После событий 2007 года, когда власти Саакашвили был брошен вызов, грузинская полиция стала быстро политизироваться и начала выполнять функции подавления политической оппозиции. Более того: уличные протесты 2007 года резко подорвали народное доверие к действующему режиму и к легитимности его существования начали возникать неудобные вопросы. Как следствие, полицейская элита Грузии вновь начала устанавливать контакты с грузинскими преступными элементами.